# ميخائيل سيمبسون
ميخائيل سيمبسون (بالإنجليزية: Michael Simpson)‏ (28 فبراير 1974 بنوتنغهام في المملكة المتحدة - ) هو لاعب كرة قدم بريطاني في مركز الوسط. لعب مع نادي بليموث أرجايل ونادي بيرتن ألبيون ونادي ليتون أورينت ونوتس كاونتي وEastwood Town F.C. ‏ وويكمب وندررز وGraham Street Prims F.C. ‏.

## وصلات خارجية
- ميخائيل سيمبسون على موقع قاعدة بيانات كرة القدم.إي يو (الإنجليزية)
- ميخائيل سيمبسون على موقع Soccerbase.com (لاعب) (الإنجليزية)